# Вертлюг (грузовое оборудование)

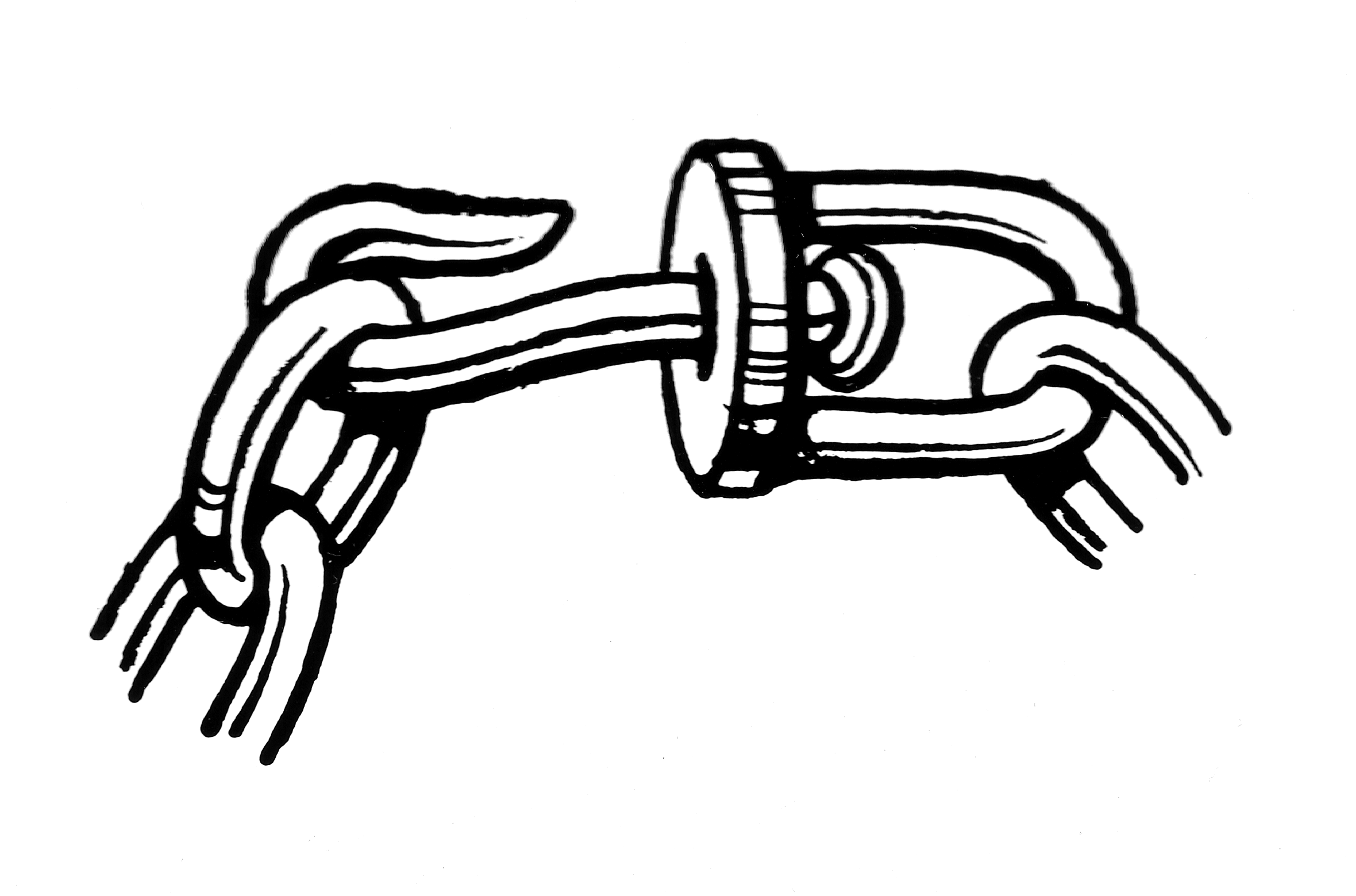
Вертлюг: схематичное изображение

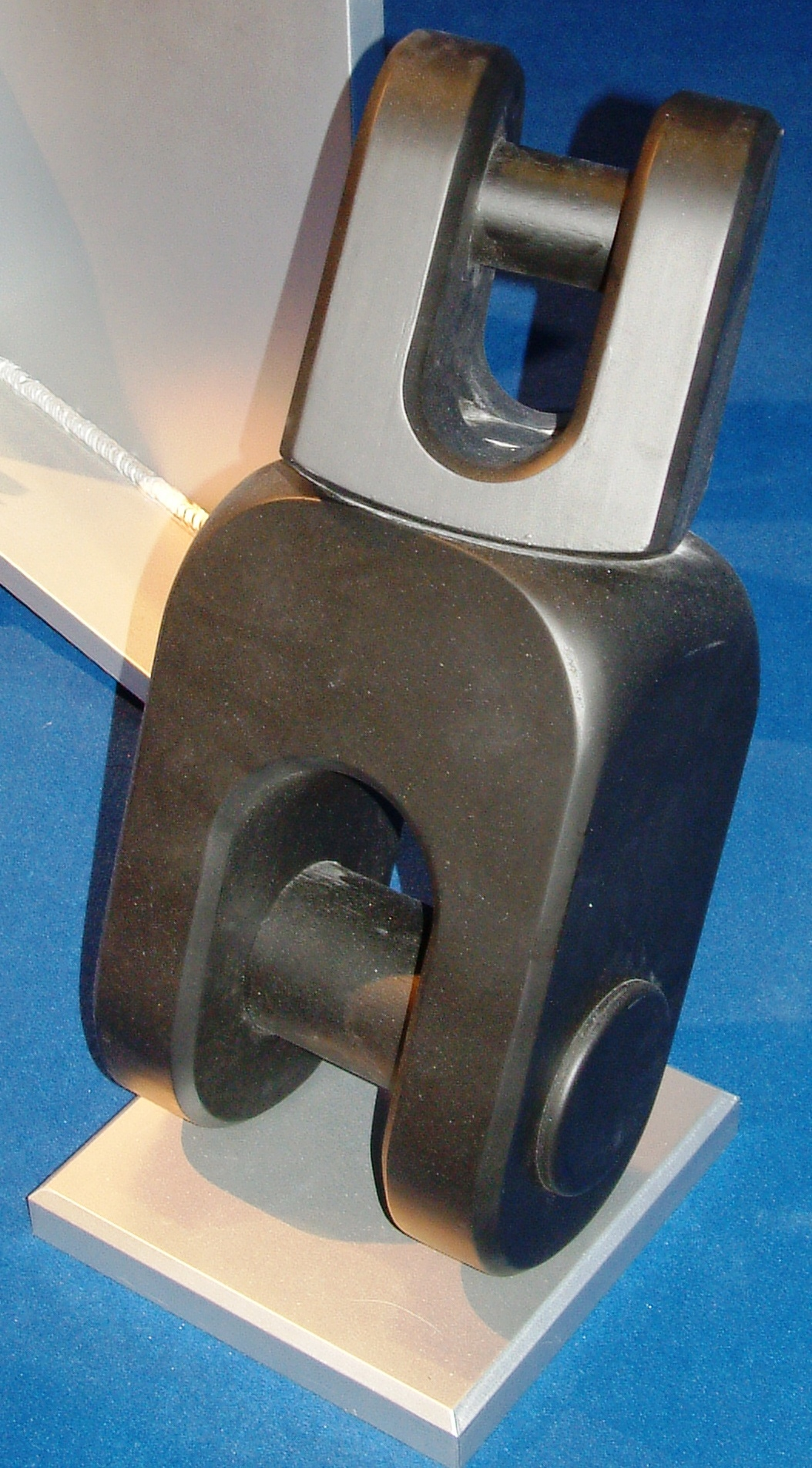
Вертлюг

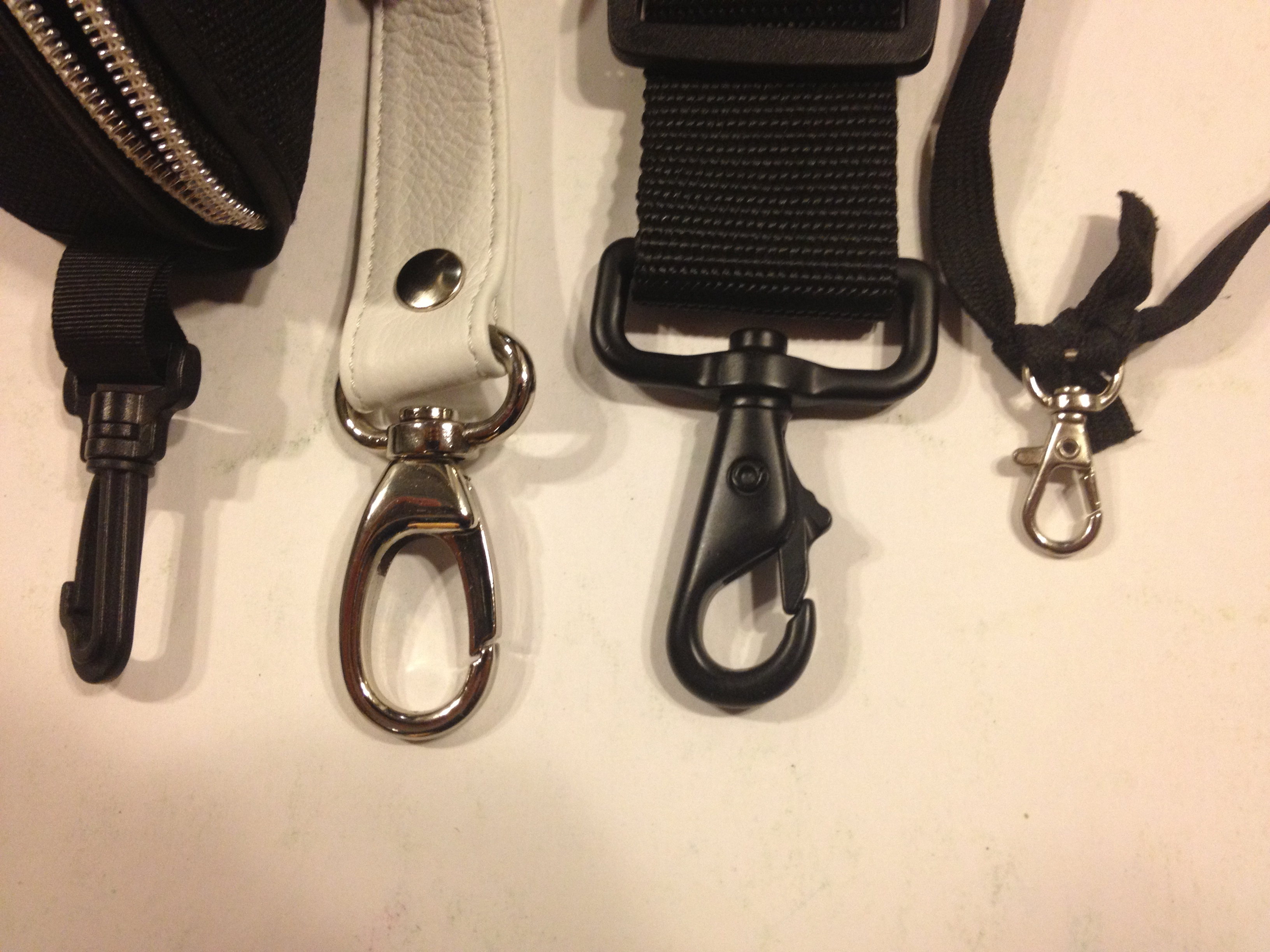
Галантерейная фурнитура: карабин крепится к шлёвке ремня с помощью вертлюга

Вертлюг — шарнир, подвижное соединение, предотвращающее передачу вращения с одного элемента соединения на другой, например, с груза на подвес.
Вертлюг позволяет предмету, к которому прилагается тяговое усилие, свободно вращаться вокруг своей оси (тем самым устраняется перекручивание ремня, цепи или напряжение внутри троса, кабеля и так далее и/или его перекручивание). Благодаря этому трос (цепь, верёвка, кабель и так далее) не перекручивается, равномерно укладывается в бухту или, наоборот, разматывается, не образуя петель. Чаще всего вертлюги размещаются между грузом и подъёмным механизмом.

## Применение
- особенно часто — в галантерейной фурнитуре
- в составе якорного устройства[1]
- в составе грузоподъёмных механизмов и устройств
- в составе конской сбруи (известны находки, начиная с XI в.[2]) и на карабине поводка для животных
- при укладке кабеля (согласно ГОСТ Р 53246—2008[3]) в случаях, когда предполагается сложный монтаж с приложением к кабелю повышенных усилий, например при протяжке кабеля через закрытую трассу длиной свыше 30 м или трассу, имеющую более двух поворотов с углами 90°, рекомендуется использовать калиброванный вертлюг
- Вертлюжное орудие — орудие, устанавливавшееся на парусных кораблях на вертлюжном станке и как правило съёмное (могло переноситься одним человеком вручную). В эпоху географических открытий эти лёгкие пушки использовались в качестве десантных орудий — их брали с собой при высадке на берег, при необходимости их можно было закрепить на борту шлюпки или взять в поход — их залп оказывал огромное психологическое воздействие на туземцев.

## Разновидности
- Антабка — деталь оружия, галантерейная фурнитура, служащая для удобного крепления ремня (страховочного шнура) к переносимому с его помощью предмету (оружию, сумке, фотоаппарату, бейджу и т. д.)
- Вертлюжок — элемент рыболовной снасти
- Фертоинговый вертлюг (фертоинговая скоба, вертлюг системы адмирала Де-Ла-Гарди) служит для постановки судна (корабля) на фертоинг
- Подшипниковый вертлюг способен обеспечить свободное вращение даже при применении больших тяговых усилий